# Eugène Motas d'Hestreux
 (décembre 2015).
Si vous disposez d'ouvrages ou d'articles de référence ou si vous connaissez des sites web de qualité traitant du thème abordé ici, merci de compléter l'article en donnant les références utiles à sa vérifiabilité et en les liant à la section « Notes et références ».
Eugène Motas d'Hestreux est un général français, né à Basse-Terre (Guadeloupe) le 23 novembre 1832 et mort à La Rochelle le 26 novembre 1919.

## Biographie
Né à Basse-Terre (Guadeloupe) le 23 novembre 1832, Eugène Philippe Anatole Motas d’Hestreux est admis à l’École spéciale militaire de Saint-Cyr le 15 novembre 1852 (promotion de l’Empire, 1852-1854). Affecté au 4e bataillon de chasseurs à pied à sa sortie de l’École, il sert dans un premier temps en Afrique du Nord. Lieutenant en 1855, il embarque à destination de la Crimée où il est blessé lors de l’attaque du Mamelon-Vert devant Sébastopol. Il participe ensuite aux campagnes d’Italie en 1859 et du Mexique de 1862 à 1864. Sa brillante conduite au siège de Puebla lui vaut d’être cité à l’ordre général du corps expéditionnaire et décoré de la Légion d’honneur en avril 1863. Promu capitaine en octobre 1863, il est employé dans divers bataillons de chasseurs à pied avant d’être affecté au régiment de zouaves de la Garde impériale en 1868. Au début de la guerre franco-prussienne, il est affecté au 66e régiment d'infanterie de ligne en qualité de chef de bataillon. Fait prisonnier à la capitulation de Metz le 28 octobre 1870, le commandant Motas d’Hestreux est retenue captif en Allemagne jusqu’en mars 1871. À son retour de captivité, il gagne l’Algérie où il contribue à réprimer l’insurrection qui éclate en Algérie en 1871, appelée la révolte des Mokrani. Rentré en métropole en 1872, il occupe divers commandements dans l’infanterie. En juillet 1881, le colonel Motas d’Hestreux prend le commandement du 22e régiment d'infanterie de ligne. Général en 1887, il commande la 33e brigade d’infanterie puis sert à l’état-major général. 
Le 10 janvier 1889, il succède au général Baptiste Tramond à la tête de l’Ecole spéciale militaire de Saint-Cyr. Il poursuit les réformes entreprises par ses prédécesseurs. Habile, il obtient d’excellents résultats avec ses élèves. Il se soucie notamment de l’installation matérielle des élèves tout en contribuant à les préparer aux devoirs de la vie militaire. Promu général de division en 1893, il quitte l’École pour prendre le commandement de la 34e division d'infanterie. En 1897, le général Motas d’Hestreux est admis dans la section de réserve du corps des officiers généraux. Il décède à La Rochelle le 26 novembre 1919.

## Décorations
- Légion d'honneur